# ابن عرس البرية

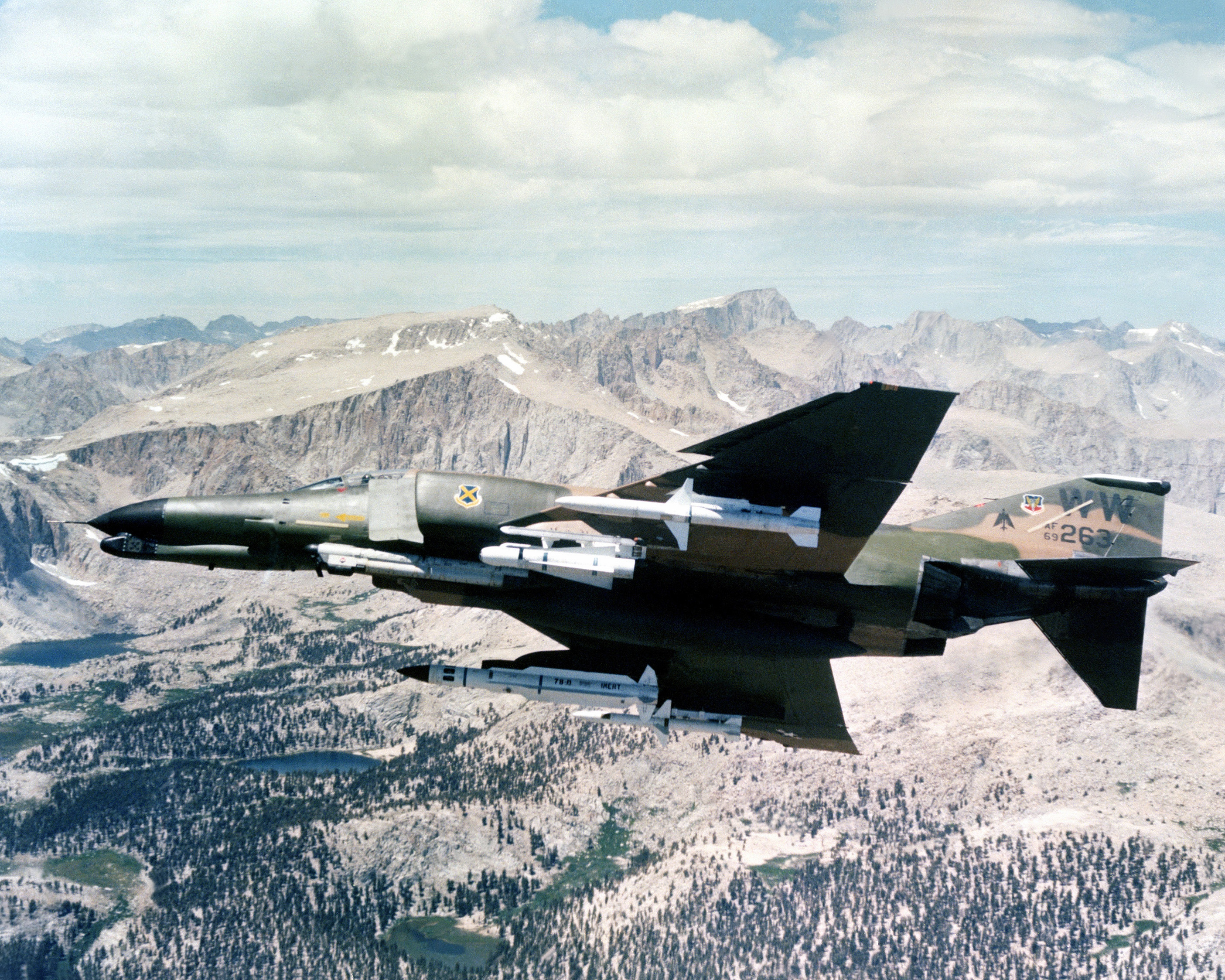
ف-4 جي مع حمولة دبيلو دبليو ؛ الاقرب إلى الابعد: إيه جي إم-88 هارم وإيه جي إم-65 مافريك واي ال كيو-119 حجرة مضاد إلكتروني وإيه جي أم-78 القياسي إيه آر أم وإيه جي إم-45 شرايك ، حوالي سنة 1981.

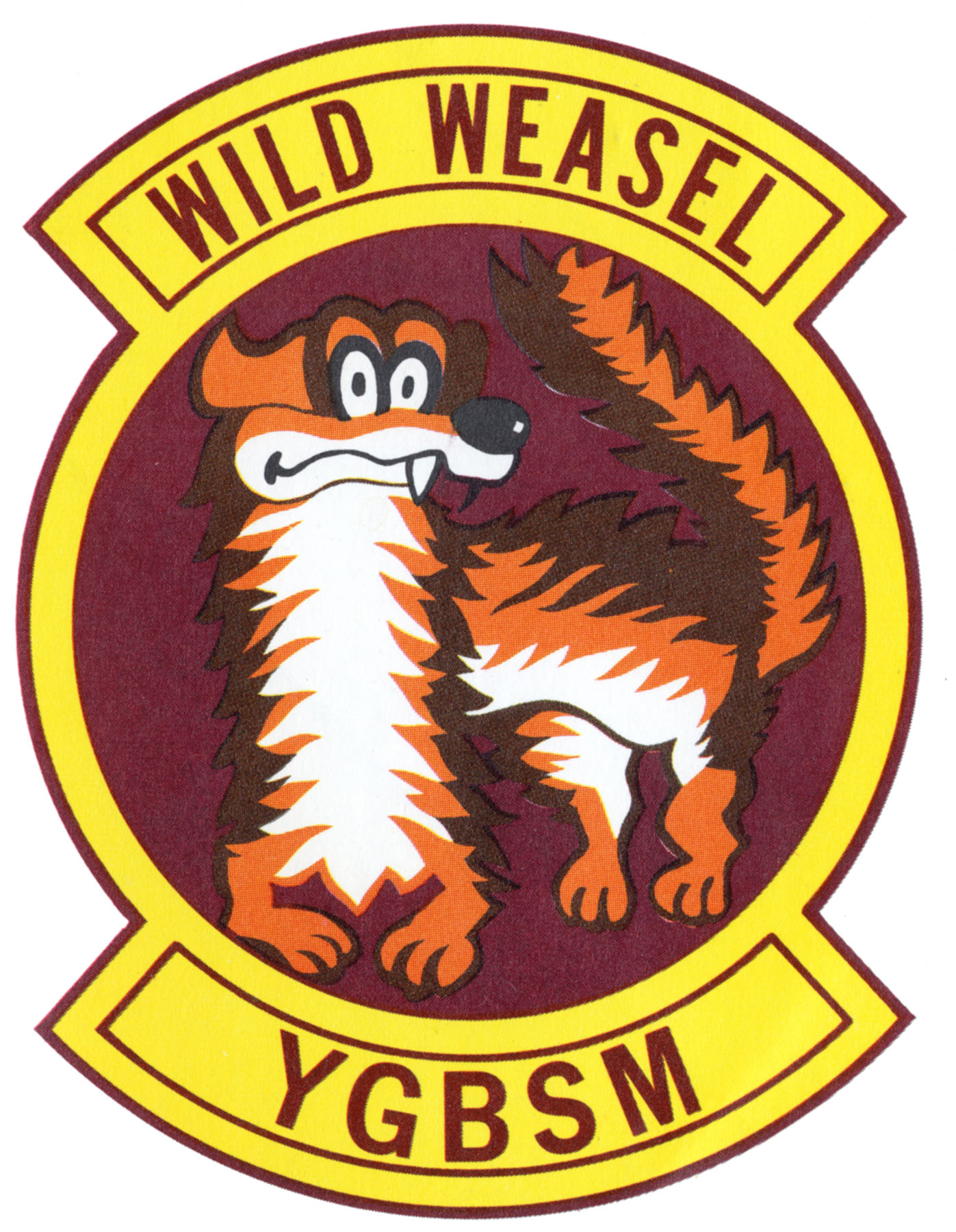
ملصق ابن عرس البرية. الأحرف الموجودة في الجزء السفلي تشير إلى "يجب أن تقرفني".

ابن عرس البرية (بالإنجليزية: Wild Weasel)‏ هو اسم حركي أعطته القوات الجوية الأمريكية للطائرات من أكثر من نوع، مجهزة بصواريخ مضادة للإشعاع مكلفة بقمع دفاعات العدو الجوية: تدمير الرادار وصاروخ أرض-جو (سام) منشآت أنظمة الدفاع الجوي للعدو.  تتمثل مهمة طائرة ابن عرس البرية في إغراء دفاعات العدو المضادة للطائرات لتتبعها بالرادارات الخاصة بها، حيث تقوم بتتبع موجات الرادار الصادرة إلى مصدرها، مما يسمح لـ ابن عرس أو زملائه في الفريق باستهدافه بدقة وتدميره.
تم تطوير مفهوم ابن عرس البرية من قبل القوات الجوية للولايات المتحدة في عام 1965 أثناء حرب فيتنام، بعد إدخال صواريخ سام السوفيتية وإسقاطهم للطائرات الهجومية الأمريكية المشاركة في عملية هزيم الرعد فوق سماء شمال فيتنام. ترأس البرنامج الجنرال كينيث ديمبستر. «جاء أول نجاح ل ابن عرس البرية بعد وقت قصير من مهمة ابن عرس البرية الأولى في 20 ديسمبر 1965 عندما قام القبطان اللامب وجاك دونوفان بإخراج موقع خلال ضربة هَزِيز الرّعْدِ على ساحة السكة الحديدية في ين باي، على بعد 75 ميلاً شمال غرب هانوي.»  تم تكييف تكتيكات وتقنيات ابن عرس البرية لاحقًا من قبل دول أخرى في نزاعات لاحقة، بالإضافة إلى دمجها في قمع دفاعات العدو الجوية، وهي خطة تستخدمها القوات الجوية الأمريكية لتأسيس تفوق جوي فوري قبل اندلاع نزاع واسع النطاق محتمل. 

## معدات

### ابن عرس البرية 1
تم اقتراح مفهوم ابن عرس البرية في الأصل في عام 1965 كطريقة لمواجهة تهديد سام الفيتنامي الشمالي المتزايد، باستخدام أطقم متطوعين طيران على طائرات من طراز F بمقعدين من إف-100 سوبر سابر؛ بينما اعتمدت البحرية الأمريكية بشكل أساسي على طائرة إيه-4 سكاي هوك.  في حين أنه هيكل طائرة فعال، لم يكن لدى اف-100اف ابن عرس البرية خصائص الأداء للنجاة في بيئة شديدة التهديد. كان أول سرب ابن عرس البرية هو سرب المقاتلات التكتيكية رقم 354 ومقره في قاعدة تخلي الملكية التايلاندية الجوية، تايلاند. بعد 45 يومًا من العمليات ضد الأهداف الفيتنامية الشمالية، تبقت طائرة واحدة من المهمة 354، ومن بين أفراد الطاقم البالغ عددهم 16، قُتل أربعة، واثنان أسرى الحرب، وأصيب ثلاثة، واستقال اثنان.

### الوضع الحالي

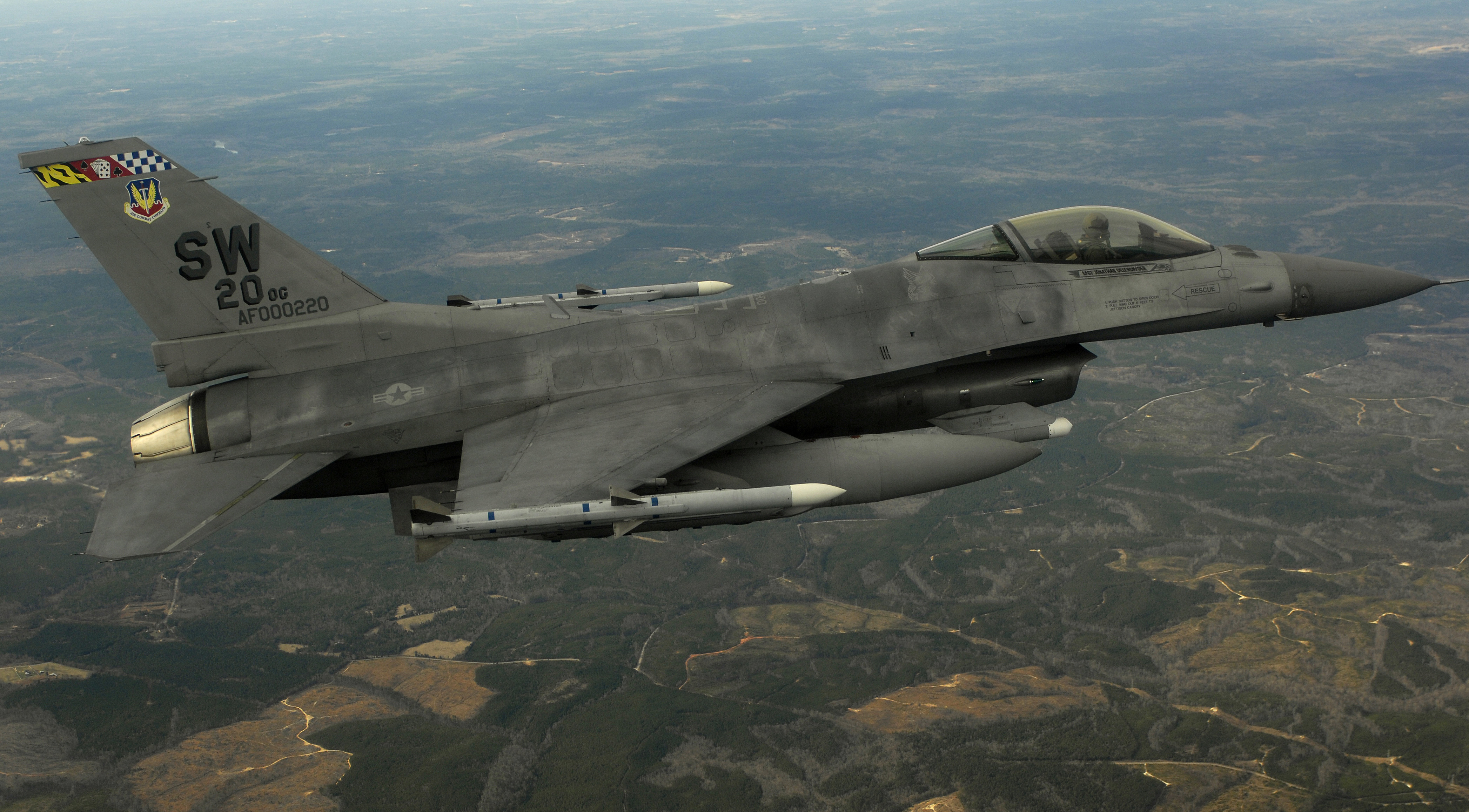
طائرة من طراز ف-16سي جي من الجناح المقاتل العشرين.

إن التغيير في نظرية تصميم الطائرات للتأكيد على الطائرات متعددة الاستخدامات يعني أن ف-4جي فانتوم كانت آخر طائرة في مخزون القوات الجوية الأمريكية تم تجهيزها خصيصًا لدور سييد. تم تعيين مهمة ابن عرس البرية الآن إلى إف-16 فايتينغ فالكون، باستخدام بلوك 50 وبلوك 52، مع بدء الإنتاج في عام 1991. تم تكليف ذات المقعد الواحد اف-16سي بلوك 50/52 على وجه التحديد بهذه المهمة وتم تعيين الطائرة المعدلة لهذه المهمة ف-16سي جي / دي جي. يؤدي الطيار الآن دور تحليق الطائرة والاستهداف والتوظيف ضد التهديدات الأرضية. والطائرات الأخرى، في حين أنه قادرة على الاشتباك مع تمركزات مضادة الطائرات، عادة ما يتم تكليفها بمهمات أولية أخرى؛ تفتقر طائرة إيه-10 ثاندر بولت الثانية «الخنزير الوحشي»، المكلفة أساسًا بمهام دعم جوي قريب، إلى إلكترونيات الطيران لأداء مهمة سييد حقيقية ولا تحمل صواريخ إيه جي إم-88 هارم. إف-15 إي سترايك إيغل، التي تمتلك إلكترونيات طيران جو-أرض متقدمة ولكنها أيضًا سرعتها عالية ومداها طويل، يتم تكليفها عادةً بمهام «الضربات العميقة»، والتي يمكن أن تشمل منشآت سام ولكنها تركز عادةً على أهداف عالية القيمة مثل مقر قيادة العدو والتحكم والبنية التحتية والإنتاج، وبالمثل لا يحمل ضرر.

## تكتيكات المهمة

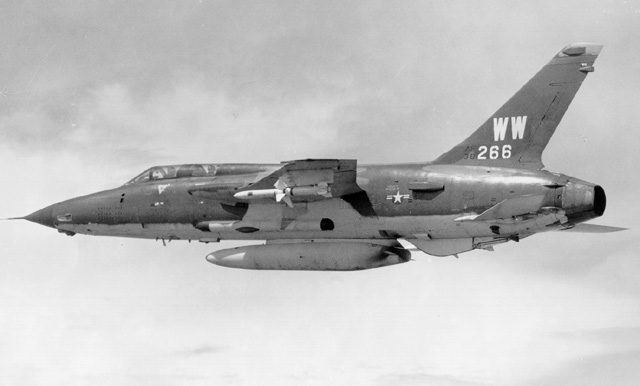
ف-105 الرعد ابن عرس البرية.

في عام 1966 فوق فيتنام الشمالية، كانت رحلات ابن عرس البرية المكونة من أربع طائرات تقودها أحيانًا طائرة واحدة ذات مقعدين من طراز ف-105ف / جي (بمساعدة ضابط الحرب الإلكترونية (أي دبيو أو) مع أجهزة الاستقبال والمحللات الإلكترونية الخاصة به) بالإضافة إلى ثلاث طائرات ف-105دي. في بعض الأحيان، تعمل اثنتان من طراز «ف»، ولكل منهما طائر جناح «دي»، بشكل مستقل.

### ملحوظات
1. ↑  Van Riper، A. Bowdoin (2004). Rockets and missiles: the life story of a technology. Westport, Connecticut: Greenwood Press. ص. 188. ISBN:0-313-32795-5. مؤرشف من الأصل في 2022-05-11.
2. 1 2  Hewitt, W.A. Planting the seeds of SEAD: The Wild Weasel in Vietnam. School of Advanced Airpower Studies, Air University, Maxwell Air Force Base, Alabama, PhD Thesis. May 1992. Accessed 5 October 2009. نسخة محفوظة 2017-05-01 على موقع واي باك مشين.
3. ↑  Davies p. 4, 5
4. ↑  Walter J. Boyne. Beyond the Wild Blue, A History of the U.S. Air Force 1947–1997. ص. 158.
5. ↑  Michel III p. 35
6. ↑  Hobson p. 43
7. ↑  The F-16C is the only aircraft in the Air Force current inventory to use the AGM-88. https://www.af.mil/About-Us/Fact-Sheets/Display/Article/104574/agm-88-harm/ نسخة محفوظة 2022-11-03 على موقع واي باك مشين.

### فهرس
- بروتون، ج. (1996) ثود ريدج . نقل الخيال.(ردمك 1-888237-09-0)رقم ISBN 1-888237-09-0 .
- بروتون، ج. (1988) الذهاب إلى وسط المدينة: الحرب ضد هانوي وواشنطن كراون.(ردمك 0-517-56738-5)رقم ISBN 0-517-56738-5 .
- ديفيز، بيتر. F-105 Wild Weasel vs SA-2 "Guideline" SAM ، Vietnam 1965-73 . اوسبري 2011.(ردمك 978-1-84908-471-0)رقم ISBN 978-1-84908-471-0 .
- هوبسون، كريس. الخسائر الجوية الفيتنامية، خسائر الطائرات ذات الأجنحة الثابتة للقوات الجوية والبحرية وسلاح مشاة البحرية الأمريكية في جنوب شرق آسيا 1961-1973 . ميدلاند للنشر 2001.(ردمك 1-85780-115-6)رقم ISBN 1-85780-115-6 .
- McDonnell Douglas Aircraft Since 1920: Volume II ، Rene J. Francillon، Naval Institute Press، 1990
- McDonnell F-4 Phantom: Spirit in the Skies . إير تايم للنشر، 1992.
- ميشيل الثالث، مارشال ل. اشتباكات، قتال جوي فوق فيتنام الشمالية 1965-1972 . مطبعة المعهد البحري، 1997.(ردمك 978-1-59114-519-6)رقم ISBN 978-1-59114-519-6 .
- Modern Air Combat ، Bill Gunston and Mike Spick ، Crescent ، 1983.
- المقاتل الأمريكي ، إنزو أنجيلوتشي وبيتر باورز، أوريون، 1987.
- الطائرات العسكرية للولايات المتحدة منذ عام 1909 ، جوردون سوانبورو وبيتر إم باورز، سميثسونيان، 1989.
- غضب عاصفة الصحراء: الحملة الجوية ، بريت كينزي، ماكجرو هيل، 1991.
- الموسوعة المصورة لتسلح الطائرات ، بيل جونستون، أوريون، 1988.
- طائرات الهجوم الكبرى في العالم ، غاليري، 1988.
- "Wild Weasel Phantoms"، Rene Francillon ، Air International ، المجلد. 47، رقم 1، 1994.

## روابط خارجية
- قصة أول قتل ابن عرس بري
- جمعية ابن عرس البرية
- McDonnell F-4G Phantom II على موقع J Baugher
- جمهورية F-105G "Thunderchief"
- Wild Weasel على موقع واي باك مشين (نسخة محفوظة 18 October 2011)
- موقع الويب F-4.nl
- موقع Craig Bakerer F-105
- F-4G - تشريح ابن عرس بري